# Totoral (departement)
Totoral is een departement in de Argentijnse provincie Córdoba. Het departement (Spaans: departamento) heeft een oppervlakte van 3.145 km² en telt 16.479 inwoners.

## Plaatsen in departement Totoral
- Candelaria Sud
- Cañada de Luque
- Capilla de Sitón
- La Pampa
- Las Peñas
- Los Mistoles
- Sarmiento
- Simbolar
- Sinsacate
- Villa del Totoral